# Mount Petras
Mount Petras är ett berg i Antarktis. Det ligger i Västantarktis. Inget land gör anspråk på området. Toppen på Mount Petras är 2 865 meter över havet.
Terrängen runt Mount Petras är huvudsakligen kuperad. Mount Petras är den högsta punkten i trakten. Trakten är obefolkad. Det finns inga samhällen i närheten. 